# Ayten Alpman
Ayten Alpman (* 20. November 1930 in Yeşilköy; † 20. April 2012 in Istanbul) war eine türkische Jazz- und Popsängerin. Zunächst eine der führenden Jazzsängerinnen ihres Landes, wurde sie während der Zypern-Invasion 1974 mit dem Lied „Bir Başkadır Benim Memleketim“ bekannt.

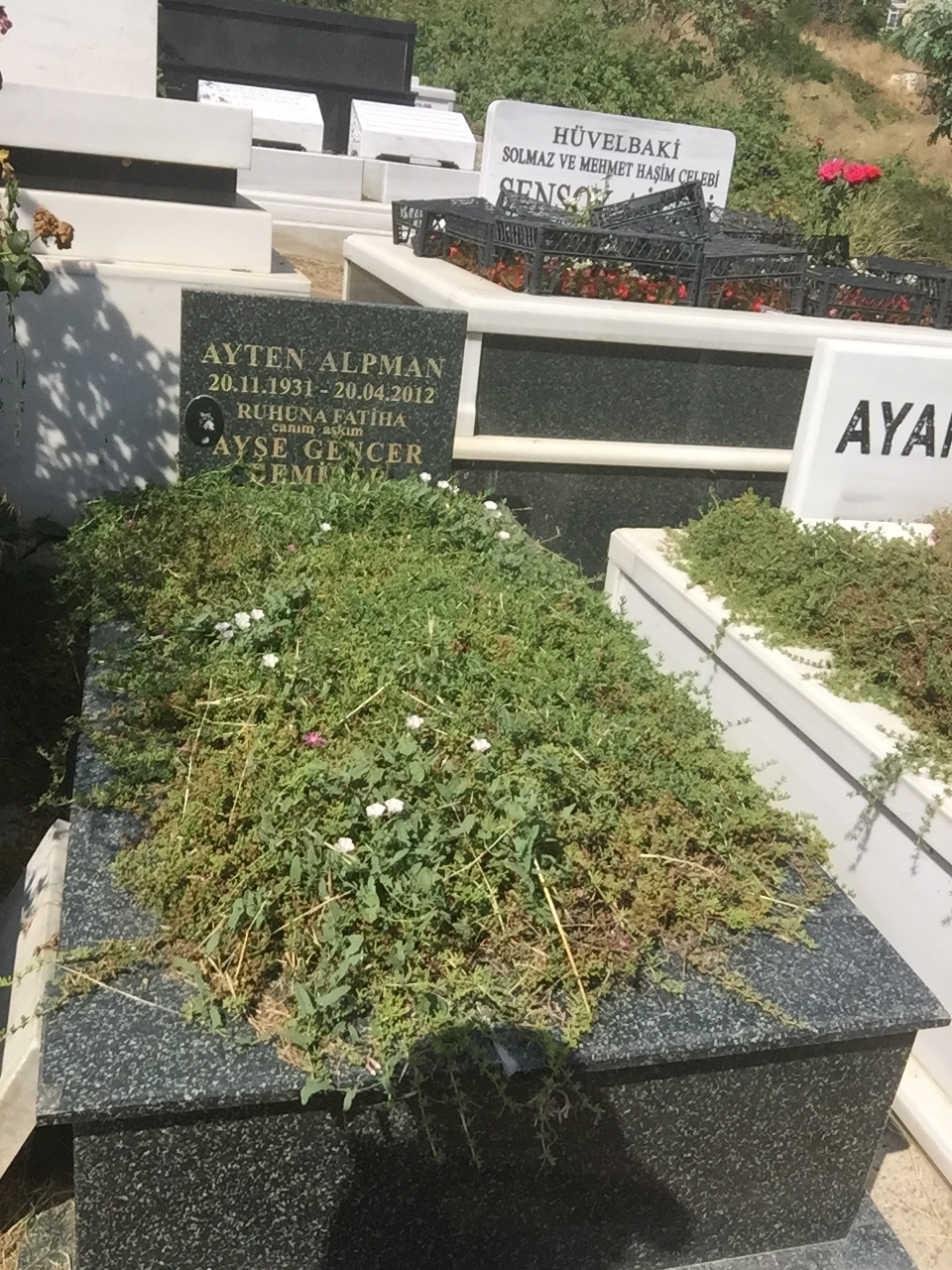
Grabstätte von Ayten Alpman

## Leben und Wirken
Alpman wurde während ihrer Schulzeit von İlham Gençer entdeckt, der sie nach der Wiederaufnahme von Radio Istanbul in sein Ensemble holte. Das erste Lied, das sie im Radio sang, war „You Are Always In My Heart“. Arif Mardin schlug ihr vor, sich auf Jazzsongs zu konzentrieren. 1953 heiratete Alpman Gencer und brachte zwei gemeinsame Kinder zur Welt; İlhan Gençer und Ayşe Gençer wurden später gleichfalls Musiker.
1959 wurde Alpmans erste Platte Sayonara/Passion Flower veröffentlicht. Nach der Trennung von Gencer 1960 und schloss sie sich dem İsmet Sıral Orchestra an. 1963 migrierte sie nach Schweden, wo sie arbeitete und auf Ella Fitzgerald, Duke Ellington und Quincy Jones traf. Als sie drei Jahre später in die Türkei zurückkehrte, hatte sich die Musikszene verändert.
Alpman sang zunächst weiterhin Jazz, bis Fecri Ebcioğlu sie überzeugte, türkische Popmusik vorzutragen. Sie nahm mehrere Singles mit Sezen Cumhur Önal auf und heiratete 1968 den Pianisten von Süheyl Denizci, Ümit Aksu. Ihr erster großer Hit war Sensiz Olamam, den sie mit Ebcioğlu aufnahm. 1972 nahm sie Mireille Mathieus Chanson L’aveugle (das auf dem jiddischen Lied Der Rebbe Elimelech beruht) mit einem neuen, türkischen Text von Fikret Şeneş auf. Während der türkischen Invasion auf Zypern 1974 wurde dieses Lied mit dem Titel Bir Başkadır Benim Memleketim häufig auf TRT ausgestrahlt und wurde bald zu einem nationalistischen Symbol. Alpman trat 1990 zum letzten Mal in der Öffentlichkeit auf. Sie wurde 1995 an den Stimmbändern operiert.
1999 veröffentlichte Alpman eine CD mit ihren größten Hits beim Label Ada Müzik. Dem Jazz treu bleibend, brachte sie 2007 ihr letztes Album Bir Başkadır Ayten Alpman heraus. Im selben Jahr wurde ihr der Lifetime Achievement Award des Istanbul International Jazz Festival verliehen. Alpman starb nach einer medizinischen Behandlung am 20. April 2012 an chronischem Lungenversagen im Krankenhaus in Istanbul.